# Vụ nổ ở Petlawad
Vào sáng ngày 12 tháng 9 năm 2015, một vụ nổ tại thị trấn Petlawad thuộc huyện Jhabua ở bang Madhya Pradesh, Ấn Độ, khiến khoảng 105 người thiệt mạng. Nguyên nhân của vụ nổ được xác định là do các hóa chất lưu trữ bị phát nổ, cùng với một bình gas nấu ăn.

## Những vụ nổ
Một báo cáo của cảnh sát tuyên bố rằng có hai vụ nổ xảy ra. Ban đầu, người ta nghi ngờ vụ nổ đầu tiên xảy ra tại một nhà hàng đông đúc, vụ nổ thứ hai xảy ra ở một nhà kho chứa thuốc nổ gelignite. Tuy nhiên, sau khi điều tra, cảnh sát cho rằng vụ nổ ban đầu là ở nhà kho. Tác động của vụ nổ đã làm hư hỏng những tòa nhà và nhà hàng ở nơi xảy ra vụ nổ. Vụ nổ cũng gây tử vong ở trạm xe buýt gần đó.
Cảnh sát đã bắt đầu khám nghiệm tử thi những nạn nhân, trong khi Bộ trưởng Bộ Nội vụ của bang, ông Babulal Gaur cho biết sẽ tiến hành điều tra. Bộ trưởng Shivraj Singh Chouhan thông báo sẽ bồi thường ₹200.000 rupee (khoảng 3.000 USD) cho thân nhân những người quá cố và ₹50.000 (khoảng 750 USD) cho những người bị thương.
Tổng thống Ấn Độ, Pranab Mukherjee, đã bài tỏ lời chia buồn trong một tin nhắn đến Thống đốc bang Madhya Pradesh,  Ram Naresh Yadav, trong khi đó Thủ tướng Narendra Modi đã bài tỏ sự đau buồn của mình trên Twitter.